# Lucas Di Yorio
Lucas Gabriel Di Yorio (Mar del Plata, 22 novembre 1996) è un calciatore argentino, attaccante dell'Universidad de Chile in prestito dall'Athl. Paranaense.

## Carriera
Cresciuto nei settori giovanili di Talleres (C) e Kimberley (MdP), nel 2015 viene acquistato dall'Aldosivi, con cui debutta fra i professionisti il 10 aprile 2016 in occasione dell'incontro di Primera División vinto 2-1 contro il Racing Club.
Poco impiegato nelle stagioni seguenti, nel 2019 viene prestato all'LDU Portoviejo, dove realizza 14 reti in 34 incontri fra campionato e coppa nazionale.
Rientrato al club gialloverde, gioca 7 incontri in Copa Diego Armando Maradona prima di trasferirsi a titolo definitivo al Cerro Largo.

## Statistiche

### Presenze e reti nei club
Statistiche aggiornate al 25 ottobre 2021.
| Stagione        | Squadra         | Campionato      | Campionato | Campionato | Coppe nazionali | Coppe nazionali | Coppe nazionali | Coppe continentali | Coppe continentali | Coppe continentali | Altre coppe | Altre coppe | Altre coppe | Totale | Totale |
| Stagione        | Squadra         | Comp            | Pres       | Reti       | Comp            | Pres            | Reti            | Comp               | Pres               | Reti               | Comp        | Pres        | Reti        | Pres   | Reti   |
| --------------- | --------------- | --------------- | ---------- | ---------- | --------------- | --------------- | --------------- | ------------------ | ------------------ | ------------------ | ----------- | ----------- | ----------- | ------ | ------ |
| 2016            | Aldosivi        | PD              | 2          | 0          | CA              | 1               | 0               |                    | -                  | -                  |             | -           | -           | 3      | 0      |
| 2016-2017       | Aldosivi        | PD              | 0          | 0          | CA              | 0               | 0               |                    | -                  | -                  |             | -           | -           | 0      | 0      |
| 2017-2018       | Aldosivi        | PN              | 2          | 0          | CA              | 0               | 0               |                    | -                  | -                  |             | -           | -           | 2      | 0      |
| 2018-2019       | Aldosivi        | PD              | 0          | 0          | CA              | 0               | 0               |                    | -                  | -                  |             | -           | -           | 0      | 0      |
| 2019            | LDU Portoviejo  | B               | 32         | 13         | CE              | 2               | 1               |                    | -                  | -                  |             | -           | -           | 34     | 14     |
| 2020            | Aldosivi        |                 | -          | -          | CdL             | 7               | 0               |                    | -                  | -                  |             | -           | -           | 7      | 0      |
| Totale Aldosivi | Totale Aldosivi | Totale Aldosivi | 4          | 0          |                 | 8               | 0               |                    | -                  | -                  |             | -           | -           | 12     | 0      |
| 2021            | Cerro Largo     | PD              | 13         | 9          |                 | -               | -               |                    | -                  | -                  |             | -           | -           | 13     | 9      |
| 2022            | CD Everton      | PD              | 13         | 7          | CC              | 0+              | 0               | CL+CS              | 4+5                | 2+2                |             | -           | -           | 22+    | 11     |
| 2022-2023       | León            | LMX             | 33+2       | 11         | -               | -               | -               | CCL                | 5                  | 2                  | -           | -           | -           | 40     | 13     |
| 2023-2024       | Pachuca         | LMX             | 14         | 2          | -               | -               | -               | -                  | -                  | -                  | LC+CC       | 1+1         | 0+0         | 16     | 2      |
| Totale carriera | Totale carriera | Totale carriera | 111        | 42         |                 | 10+             | 1               |                    | 14                 | 6                  |             | 2           | 0           | 137+   | 49     |

## Palmarès
- CONCACAF Champions League: 1

León: 2023